# (31522) McCutchen
1999 CE109 (asteroide 31522) é um asteroide da cintura principal. Possui uma excentricidade de 0.10272670 e uma inclinação de 7.64974º.
Este asteroide foi descoberto no dia 12 de fevereiro de 1999 por LINEAR em Socorro.